# のたり松太郎
『のたり松太郎』（のたりまつたろう）は、ちばてつやによる日本の相撲漫画作品、およびOVA作品。2014年に『暴れん坊力士!!松太郎』のタイトルでテレビアニメ化。

## 概要
人並み外れた怪力を持つ暴れん坊の大男・坂口松太郎が相撲部屋に入門し、一人前の力士に育つというストーリーを中心に、相撲部屋の日常や力士達の一喜一憂を描いた作品である。
小学館のビッグコミックにおいて、1973年8月 - 1993年6月、1995年10月 - 1998年5月と合計20年を超えて連載され、ちばの作品の中では他に類を見ない超長編である。しかし、完結したとの告知はない。
1977年、小学館漫画賞青年一般部門受賞。同年、日本漫画家協会賞特別賞受賞。

## ストーリー
物語は、大きく3つの部分に分かれており、本編、後日談、番外編とも言える構成となっている。

### 本編
主人公・坂口松太郎が角界入りして力士として出世し、ついに幕内で優勝を成し遂げ、さらに憧れであった教師・南令子と結婚するまで。

### 後日談
結婚から数年後、年齢は既に30歳代半ばを迎えて体力的に全盛期を過ぎながらも、後輩の面倒をみながらマイペースに相撲を取り続ける姿を描く。

### 番外編
松太郎の弟弟子・田中清の幕内初優勝・結婚への道のりを描く。
その他に、読み切り短編も存在し、単行本の巻末等に収録されている。

## 登場人物
※キャストはテレビアニメ版のもの。

### 全編を通じた登場人物
坂口 松太郎（荒駒 松太郎）
声 - 松平健（テレビ版）、屋良有作（OVA版）
本作品の主人公で、四股名は「荒駒（あらこま）」。長崎県のある廃坑の街で生まれ、3年も留年（アニメでは「すでに成人」とされている）した中学校で出会った女教師・南令子に憧れる。見かねた担任の島田が松太郎を連れて就職活動のため街へ出るが、その途中で立ち寄った食堂で巡業に来ていた力士（アニメでは巖の国（声 - 檜山修之））と喧嘩を繰り広げた。松太郎は力士に叩かれるが、巡業会場まで追いかけて仕返しした。その並外れた怪力と恵まれた体格を見た多くの親方がスカウトするが、令子が教師を退職して東京の実家へ引っ越していたため、その近くに住みたいがためだけに相撲部屋「雷神部屋」に入門する。
相撲未経験者としては前代未聞の幕下付け出しでデビューするが、傍若無人な性格のため、何度も兄弟子相手にトラブルを起こす。松太郎にとって初めてとなる大阪場所を控えて過ごしていた宿舎では、泥酔した田中を擁護して暴れ、兄弟子全員を敵に回して大乱闘を起こす。兄弟子は全員が重傷を負って大阪場所に出場できず、雷神親方は持病の心臓病が悪化して入院、松太郎と田中も重傷を負って入院し、雷神部屋を破門になる。入院を機に改心した松太郎は、ケガの完治を待ってから田中と共に伊勢駒部屋へ移籍する。伊勢駒部屋では怠けながらも出世し、十両・幕内に昇進。
懸賞の付く対戦には強さを発揮するものの、懸賞が付かないと消極的な相撲を取ることから「万年三役」「ごっちゃん力士」、勝ち越しと負け越しを交互に繰り返すことから「ムラ駒」、さらに相撲協会からは「100年経っても三役」と皮肉を言われる。ある意味「無気力な天才」タイプである。
血を見るのが苦手で対戦相手の流血を見た際に気が動転し、9割方勝っていた相撲を逆転され落としたこともある。
優勝回数6回（幕下3回、十両1回、平幕2回）。新入幕ながら初優勝の記録を持ち、蔵前国技館における最後の優勝力士でもある。
田中 清（駒田中 清）
声 - 塩屋浩三（テレビ版、OVA版共に）
秋田県大仙市刈和野出身、四股名は「駒田中（こまたなか）」。松太郎より先に雷神部屋へ入門していたが、体と気が小さいことが災いして出世できずにいた。極度の酒乱で、普段は内気・無口だが酒を飲むと人柄が豹変し松太郎ですら手に負えないほどである。大阪場所を控えたある日の夜に大阪市内で松太郎と飲酒し、宿舎の門限を破ったために締め出されたことに腹を立て、松太郎と騒ぎを起こす。翌朝、竜ノ川から事実を知って茫然自失となったが、これに激高した松太郎と兄弟子の大乱闘に巻き込まれ、重傷を負う。その後、雷神部屋を破門されたことから病院で自殺未遂を起こすが、松太郎に説得されて松太郎とともに伊勢駒部屋に移籍。その後、何度か酒が原因で失敗しながらも松太郎の後を追うように出世していく。
特技は将棋で、伊勢駒部屋移籍後は同部屋の力士が苦手とする対戦相手との取組を録画したビデオを多数所有しているほどの研究熱心。これをもとに松太郎にアドバイスをする。優勝回数2回（序ノ口、平幕）。
南 令子（坂口 令子、旧姓：南）
声 - 水谷優子（テレビ版）、佐久間レイ（OVA版）
松太郎が通っていた中学校の女教師。松太郎より5歳年上。酒に酔った松太郎に狼藉を働かれ、出身地で実家の材木店がある東京・両国に帰る。その後第三者と婚約するが破局となり、数年後に松太郎と再会。その場所（名古屋場所）で松太郎が優勝したのを機にプロポーズされ、結婚。元教師らしく松太郎を上手く操っており、南の実家においては松太郎も禁煙を余儀なくされている。
西尾 留次（西尾 勝也）
声 - 島田敏（テレビ版）、槐柳二（OVA版）
松太郎と同じく長崎県の廃坑の街に住んでいた初老の男。戦前から炭鉱労働者として働くが、原子爆弾投下で妻子を失う。炭鉱の閉鎖後は松太郎とともに廃坑から集めた屑炭を金に換えて暮らしていたが、足を痛めてからは生活保護を受けながら生活していた。角界入りした松太郎を頼って上京し、雷神部屋で居候として暮らし始める。松太郎の移籍後は一度故郷へ帰るものの、再び伊勢駒部屋に居候して雑用係を務める。博打・酒・女好きのだらしない性格で、よく松太郎と競輪・競馬へ出かける。
7巻では名刺に「（株）栄光社 西尾勝也」とあるが、26巻では西尾留次と紹介されている。
阿久津 五郎（駒ヶ嶽五郎）
神奈川県横浜市出身。松太郎と田中の後に伊勢駒部屋へ入門した弟弟子で、伊勢駒部屋の生え抜き力士。父親は漁師、兄は暴力団幹部、自身も少年院上がりで、通っていた中学校では停学・非行の常習犯だった。中学校を追われたことを機に相撲での更生を誓い、松太郎に激しい稽古を受けつつ、十両に昇進した田中の付き人を務めて、自身も順調に出世する。
周囲への気配りも上手だが、入門当初は松太郎の暴虐無人ぶりに散々振り回された。松太郎が右足骨折によって十両陥落後は、積年の恨みを晴らすかのように、稽古でしごいている。
伊勢駒親方の娘と仲が良く、将来伊勢駒部屋を継ぐのではと言われている。
青木 春夫
伊勢駒部屋の元力士。松太郎の十両昇進時に付き人となったが、体に恵まれなかったため三段目の上位で廃業。しかし好きな相撲界から去れなかったため、雷神部屋の床山から手解きを受け、伊勢駒部屋に床山として所属している。3児の父。妻はスナックに勤める「トシ子」で、家庭では尻に敷かれている。隠し芸が得意。
伊勢駒親方
声 - 佐藤正治（OVA版）
雷神部屋を破門になった松太郎の素質を惜しみ、雷神一門で自らが構える「伊勢駒部屋」に田中とともに引き取った。家族は妻と娘。部屋は小岩の江戸川堤防沿いにある。現役時代の四股名は「猪ノ川」で、松太郎の雷神部屋入門時に所属していた「関脇猪ノ川」の先代でもある。体に恵まれず、最高位は前頭9枚目だった。心配性で、松太郎の言動などですぐ気絶する。松太郎に秘められた才能を何とか引き出そうと、四股名を考えたり自ら稽古指導をしたりと苦心するが、なかなかうまくいかず、他の親方連中からは指導力不足呼ばわりされている。松太郎、田中に振り回されて気苦労が絶えることがないが、決して見放すことはしない心の広い人物。
島田
声 - 二又一成（テレビ版）、北村弘一（OVA版）
松太郎の中学時代の担任。やりたい放題の松太郎に手を焼きながらも、退学となった松太郎の就職先を探すなど、親身に世話をした。松太郎が角界入りした後も応援し続けるが、癌に侵される。その後、島田の余命が僅かだと感付いた松太郎が活躍したことで奇跡的に完治した。
金華山
伊勢駒部屋の力士。出身地不明。ソップ型で、松太郎・田中の入門時は豊川と並んで部屋頭だった。後編では十両。
豊川（豊ノ川）
伊勢駒部屋の力士。愛知県出身。あんこ型で趣味は絵画。高校時代に美術部に所属していた。後編では十両。
戸室（大戸室）
伊勢駒部屋の力士。豊川と同様のあんこ型で、特技は将棋。後編では十両。四股名は大戸室だが、一部で「戸室山」と書かれている。
大西
伊勢駒部屋の後援会長。本業は医師。松太郎の幕内昇進祝いにゴルフへ連れ出すが、松太郎の発案で無理に参加させられた賭博に敗れ、自身が所有していたBMWを奪われたり、酔った田中から「あんなのだって医者だ」と暴言を吐かれるなど苦労が絶えない。
トミ
声 - 中友子（テレビ版）、沼波輝枝（OVA版）
松太郎の母親。長屋住まい。実家近所の市場で乾物を中心とした食料品販売（主に紅生姜）を営んでいたが、後編は菊に手伝ってもらっている。
ツル子
声 - 千葉千恵巳
松太郎の妹で長女。のちに家庭教師をしていた森山なる人物と結婚して家を出た。
坂口 竹志
声 - 森下由樹子（テレビ版）、丸山裕子（OVA版）
松太郎の弟で次男。のちに雷神部屋に入門、幕下力士。若貴に続く兄弟そろった幕内力士になる可能性を示唆されていた。愛称はタケ。
百合、菊
声 - 下地紫野（百合）、美馬利恵子（菊）
松太郎の妹で、双子。百合は公務員になり、菊は母親の手伝い。
梅夫（修）
声 - 千葉千恵巳
松太郎の弟で三男。愛称はチビ。大学で考古学を専攻している。18・24巻では「修（しゅう）ちゃん」と呼ばれるも、27巻では梅夫と呼ばれている。
令子の母親
声 - 多岐川まり子（テレビ版）、山口奈々（OVA版）
松太郎の暴行未遂事件（アニメでは令子を巻き込んでのトラックでの暴走事件）以来、松太郎を快く思っていない。
令子の叔父
声 - 宮崎寛務
小料理屋｢樽久｣を営んでいる。

### 主に本編に登場する人物
雷神親方
声 - 青森伸（TV版）、青野武（OVA版）
長崎巡業で人並み外れた力を持つ松太郎に出会ってスカウトするが、あまりの乱暴狼藉ぶりに手を焼き、大阪で弟子全員に重傷を負わせたことで田中とともに破門させる。心臓に持病あり。また、清楚で優しい妻である、おかみさん（声 - 上村典子〈TV版〉、前田敏子〈OVA版〉）がいる。
猪ノ川
声 - 稲田徹（TV版）、笹岡繁蔵（OVA版）
雷神部屋の部屋頭。最高位は関脇 （初期の登場時は「小結・猪ノ川」だった）。愛称は毛蟹。四股名は伊勢駒親方から継いだ。松太郎の乱暴振りに雷神親方とともに苦悩するも、松太郎の素質を高く評価し、かなり厳しい稽古を浴びせた。引退後も、松太郎に胸を貸していた。
滝ノ川
声 - 平井啓二（TV版）、広瀬正志、秋元羊介（OVA版）
雷神部屋に所属する十両力士。四股名は「滝ノ川」。愛称は出っ歯。また頬の片側に傷があるが、傷の場所は左だったり右だったりで、作画により異なる。松太郎の兄弟子だが快く思わず、何かと嫌味を言って挑発する。足の怪我で幕下に陥落し、引退後は部屋で若手を指導する一方、毛嫌いしていた松太郎との関係が修復され、アドバイスを与えた。アニメ版での名前は「竜の川」になっている他、原作以上に松太郎を毛嫌いしており、彼が自分と同じ十両に昇進する可能性が出てきたことで他の兄弟子たちと共に松太郎を襲撃するも返り討ちに合い重傷を負う。
伊勢川
雷神部屋に所属する十両力士。秋田へ逃避行していた松太郎が雷神部屋に戻ってきた際に稽古を付けたが、逆に松太郎から稽古をつけられる形となった。
汐風
声 - 山本圭一郎
庄
声 - 半田裕典
鈴木、中沢、川崎、倉田
声  - 前田邦宏、 桜井敏治（OVA版）（鈴木）、根本幸多、二又一成（OVA版）（中沢）、小杉史哉（川崎）、荒井聡太（倉田）
いずれも雷神部屋の力士。中沢はソップ型で鼻が赤い。川崎はアンコ型。鈴木は途中からメガネをかけ始める。松太郎に激しく振り回される。
エイ
声 - 江森浩子、片岡富枝（OVA版）
松太郎の実家と同じ長屋に住む老女。毎回松太郎に悪態を吐いては、仕返しに冷水や洗剤水を浴びせられている。
倉橋 綾子
松太郎の中学時代の同級生。文英出版「ミスノン」の雑誌記者として伊勢駒部屋を取材に訪れる。松太郎にぬいぐるみをプレゼントし、幕内での初優勝に貢献。
矢野 大二郎
声 - 掛川裕彦（OVA版）
元学生横綱で角界期待の星だったが、相撲教習所で松太郎と相撲を取った際、アドバイスをしたことが災いして腰を負傷し、再起不能になる。

### 主に後日談に登場する人物
辻（辻駒）
幕下力士。格闘技好きが高じてテコンドーを習い、K-1ファイター志望だったが、松太郎に憧れて伊勢駒部屋に入門した。青木の廃業を受けて、新たに松太郎の付き人となった。筋力トレーニングに一家言を持ち、松太郎が骨折から復活するに際しては理論面でサポートした。
卓
松太郎・令子夫妻の一人息子。
志保
居酒屋「竜飛」の美人店主。田中と同郷で4歳年上。マリ（後述）の登場前に、松太郎は田中が志保に惚れていると勘違いしていた。

### 主に番外編に登場する人物
マリ（下村 由美）
青木が通うスナック「ポロ」のホステス。田中に冗談で「優勝したら結婚する」と告げたが、真に受けた田中は奮起して快進撃を始める。怖い物知らずの性格で、初対面の松太郎に頭から水をかけたり、チンピラ客を怒鳴りつけたりと気性の激しさを持ち、千秋楽前、優勝への極度の緊張とプレッシャーに悩む田中を叱咤する。令子の東京教師時代の元教え子でもある。後に田中と婚約。
常美
「ポロ」のママ。オカマ。

### 作中に登場する主な力士（括弧内はモデル）
高見山（高見山大五郎）
朝風（朝潮太郎）
松太郎の幕下時代に一度対戦し、朝風の大関昇進後に再度対戦している。
青葉岳（青葉城幸雄）
怪力の幕内力士。松太郎が十両の際に対戦したが、伊勢駒親方からカラッポ相撲の典型と言われた。
錦山（小錦八十吉）
朝風と同部屋。強烈な突き押し（プッシュ）が持ち味。
佐賀竜（多賀竜昇司）
技巧派力士で多くの技を仕掛け、松太郎を苦戦させる。
大ノ海（大乃国康）
貴島津（若島津六夫）
千代の國（千代の富士貢）
横綱。松太郎が初めて幕内優勝を争った力士。本割では全勝の松太郎に土を付けたものの、14日目の北斗佑戦で敗れたため、14勝1敗同士で松太郎と優勝決定戦を行う。優勝決定戦は2度の物言いの後、松太郎が叩き込みで勝利。
琴ヶ海（琴ヶ梅剛史）
新鋭の小結。
北斗佑（北天佑勝彦）
全勝の千代の國を破り、松太郎との優勝決定戦に持ち込んだ。本割で松太郎と対戦したことは書かれていない。
大砲→大筒（巨砲丈士）
松太郎とは2度対戦。
暁（曙太郎）
平幕・横綱。平幕時代は駒田中に敗れ、角界入り後初の負け越しが決まった。初めて幕内優勝を争った際、本割りにおいて駒田中と引き分け、11勝3敗1分同士の優勝決定戦において駒田中が勝利した。
北斗湖（北勝海信芳）
横綱。松太郎の2度目の幕内優勝を争った力士。本割では松太郎が勝つも13勝2敗で優勝決定戦となり、相撲協会から疎まれている松太郎が不利になるよう審判員に指図されるが、あえてそれに逆らい、誇りを持って実力で勝負を挑むも、松太郎が蹴た繰りで勝利。その一番を最後に引退した。
貴道力→貴討力（貴闘力忠茂）
気性の荒さから、松太郎とは迷勝負を繰り返した。
栃ノ若（栃乃和歌清隆）
鷹三杉（隆三杉太一）
前ノ海（舞の海秀平）
本割では優勝争いを走る松太郎に黒星をつけた。魁王と松太郎が支度部屋で（賭け）腕相撲をした際、行司を務めた。
極道山（旭道山和泰）
水門泉（水戸泉政人）
高砂（富士錦猛光）
いずれもビデオにて登場。
無双山（武双山正士）
貴華田→貴ノ華（貴乃花光司）
平幕・横綱。「若きプリンス」として本編に登場した貴華田がのちに横綱として再登場。松太郎と3度目の幕内優勝を争って敗れるも、松太郎の右足骨折によって逆転優勝を果たす。
鬼雷峰（鬼雷砲良蔵）
豊ノ湖（豊ノ海真二）
若ノ華（花田勝）
大関。駒田中と死闘を繰り広げた末に敗れる。
魁王（魁皇博之）
両国国技館の支度部屋において松太郎の発案で新聞社主催の（賭け）腕相撲に参加するも惨敗。
貴ノ波（貴ノ浪貞博）
珠ノ若（琴ノ若晴將）
珠錦（琴錦功宗）
知乃花（智ノ花伸哉）
時津灘（時津洋宏典）
大倭（大和剛）
ハワイ出身の大型十両力士。
武差丸（武蔵丸光洋）
栃吾妻（栃東大裕）
朝ノ若（朝乃若武彦）
極天鵬（旭天鵬勝）
土佐乃海（土佐ノ海敏生）
安芸ノ島（安芸乃島勝巳）
出嶋（出島武春）

## 年表

### 入門前
- 19歳（アニメでは成人）なのに中学生の松太郎。未成年にもかかわらず飲酒し、教師・南令子に対する婦女暴行罪（アニメではトラックでの暴走行為）で西尾とともに逮捕される。
- 南の尽力と未成年を理由に釈放。中学校は円満中退扱いとなり、島田と就職活動を開始するも決定せず。
- 偶然立ち寄った食堂で十両・巌ノ国と出会うが、巌ノ国にビンタを食らって気を失う。
- 松太郎が巡業会場へ追いかけ、土俵上にいた巌ノ国を叩きのめす。その力に驚いた親方衆が松太郎獲得へ向けて争奪戦が起こる。
- 支度金など各種条件が競われる中、南の実家に近いことを理由に雷神部屋へ入門を決意、上京する。

### 雷神部屋
- 南との再会。
- 兄弟子・竜ノ川を相手に初稽古するも、ぶちかまし一撃で羽目板まで飛ばして気絶させる。
- 部屋頭の小結・猪ノ川が松太郎に稽古をつける。
- 風邪で休養していた田中と出会う。
- 雷神親方と猪ノ川がタニマチに招待を受けている際に、酒が原因の乱闘が発生。
- 相撲教習所の授業開始前、矢野から個人授業を受けるが、矢野に怪我を負わせて再起不能にする。
- 幕下付け出しで初土俵を踏むと、その場所で7戦全勝で優勝、故郷に錦を飾る。
- 南に婚約者が存在することが判明、失恋する。
- 初日の緊張から田中が泥酔。松太郎は取組の最中に酔った田中から南との関係を野次られ、激昂した松太郎と国技館内で乱闘。
- 田中が自殺未遂を起こし、松太郎と田中が雷神部屋を飛び出す。
- 田中に誘われて向かった秋田で、共に相撲界へ復帰することを決意。
- 出戻った部屋では猛稽古が待っていた。松太郎の一言で田中が奮起し、松太郎は力士養成員ながら関取に稽古を付ける逆の始末になる。
- 大阪場所への遠征初日、泥酔した田中と宿舎のお寺で狼藉を働く。翌日に猪ノ川から破門を言い渡され、兄弟子たちと大乱闘。

### 伊勢駒部屋
- 松太郎、田中が揃って伊勢駒部屋へ移籍。金華山・豊川・戸室・青木と出会う。
- 入門直後の1977年5月場所にて松太郎・田中が同時優勝。田中は序二段へ昇進。
- 松太郎の故郷へ戻っていた西尾が再上京、居候として滞在する。
- 古巣・雷神部屋力士との初対戦。相手は元兄弟子・滝ノ川だったが敗戦。
- 阿久津が入門。義務教育を終えていないため、部屋から近くの中学校へ通う。
- 松太郎、3回目の幕下優勝。
- 阿久津の出世披露。田中は自身の出世披露に5場所を要したと告白。
- 期待の星・朝風が登場。
- 松太郎が十両昇進。

### 十両
- 負ければ引退を決意している大室山との激闘を制す。
- 田中が十両昇進、大銀杏を結う。田中の付き人に間違えられた松太郎も大銀杏を結う。
- 1984年、田中が幕内昇進。東前頭12枚目だが、1場所で陥落する。
- 翌場所、松太郎が8勝7敗、田中が9勝6敗で共に入幕。
- 新入幕祝いに大西からBMWを献上される。

### 幕内
- 幕内：松太郎・田中、幕下：金華山・豊川・阿久津、三段目：戸室、序二段：青木。
- 松太郎、運転免許を取得。
- 松太郎が千代の國を破り初入幕・初優勝、14勝1敗。

### 婚前
- 松太郎が「荒駒」、田中が「駒田中」を襲名。
- 夏場所楽日、松太郎が南と再会。南の婚約が破局になったことを知る。
- 名古屋場所初日、田中が横綱・北斗湖を破り初金星。
- 松太郎、優勝決定戦にて北斗湖を破り平幕優勝、13勝2敗。場所後に南と結婚。

### 婚後
- 松太郎35歳、現役続行。付き人は辻となり、青木は床山へ転身。
- 13日目の対貴ノ華戦で勝利するも、右足を骨折。残り2日を休場して優勝を逃す。
- 療養中、西尾と博打・酒におぼれ、トイチから1千万の借金をする。
- 3場所を全休して十両陥落。遊び過ぎで体力が衰えたことを気にして、辻の勧めもあり、筋力トレーニングによる肉体改造を行う。
- 1997年9月場所、松太郎が十両で復帰する。酒・煙草を急に断って真面目に取り組んだためか3連敗し、4日目からは二日酔いで土俵に上がる。
- トイチが令子の実家を訪問し、令子と叔父が協力して借金を返済したことを知って余分な力が抜け、本来の実力を発揮して十両優勝。

### 駒田中
- 32歳、現役続行。
- 初の幕内優勝決定戦にて暁を下手投げで破り、優勝。11勝3敗1分。
- 秋田県の母校の相撲場でマリと婚約。

## 単行本
ビッグコミックスにて発売。
1. のたり上京す！（初版 1976年3月1日） ISBN 4-09-180071-8
2. 相棒（パートナー）、田中君登場！（初版 1976年3月1日） ISBN 4-09-180072-6
3. のたり、初土俵！（初版 1976年4月1日） ISBN 4-09-180073-4
4. のたり、失恋す!!（初版 1976年4月1日） ISBN 4-09-180074-2
5. アベック逃避行！（初版 1976年6月1日） ISBN 4-09-180075-0
6. 傷だらけの復帰（初版 1976年11月1日） ISBN 4-09-180076-9
7. 大乱闘のあげく（初版 1977年5月1日） ISBN 4-09-180077-7
8. 三つどもえ！（初版 1977年12月1日） ISBN 4-09-180078-5
9. 貧客到来！（初版 1979年5月1日） ISBN 4-09-180079-3
10. ゴルフで発散！（初版 1979年6月1日） ISBN 4-09-180080-7
11. 阿久津、入門！（初版 1979年11月1日） ISBN 4-09-180221-4
12. あしたの松太郎！（初版 1979年12月1日） ISBN 4-09-180222-2
13. 松、大糞戦す！（初版 1980年7月1日） ISBN 4-09-180223-0
14. よたりの松太郎！（初版 1981年2月1日） ISBN 4-09-180224-9
15. のたり、乱戦模様！（初版 1981年9月1日） ISBN 4-09-180225-7
16. 燃えて、転んで！（初版 1982年8月1日） ISBN 4-09-180226-5
17. 馬力の松!地力の田中！（初版 1982年10月1日） ISBN 4-09-180227-3
18. 大銀杏!大波乱!!（初版 1985年1月1日） ISBN 4-09-180228-1
19. のたり、ついに入幕！（初版 1985年2月1日） ISBN 4-09-180229-X
20. 松太郎、変身す！（初版 1985年11月1日） ISBN 4-09-180230-3
21. 怪力松、快調!!（初版 1986年3月1日） ISBN 4-09-180871-9
22. のたり、優勝す!!（初版 1986年9月1日） ISBN 4-09-180872-7
23. 憧れの令子先生（初版 1992年5月1日） ISBN 4-09-180873-5
24. 松太郎に二重の祝い!?（初版 1992年6月1日） ISBN 4-09-180874-3
25. 松太郎オニになる!!（初版 1992年9月1日） ISBN 4-09-180875-1
26. 松太郎父親になる!!（初版 1996年6月1日） ISBN 4-09-180876-X
27. コブつき松、暴れ松!!（初版 1996年11月1日） ISBN 4-09-180877-8
28. のたりのヤル気？（初版 1997年6月1日） ISBN 4-09-180878-6
29. 全勝対決 荒駒VS.貴ノ華（初版 1997年9月1日） ISBN 4-09-180879-4
30. 松太郎、ただいま休場中！（初版 1998年5月1日） ISBN 4-09-180880-8
31. 松、再始動す!!（初版 1998年8月1日） ISBN 4-09-185081-2
32. 松太郎清算す!?（初版 1999年1月1日） ISBN 4-09-185082-0
33. 駒田中奮闘編①（初版 1999年5月1日） ISBN 4-09-185083-9
34. 駒田中奮闘編②（初版 1999年8月1日） ISBN 4-09-185084-7
35. 駒田中奮闘編③（初版 1999年11月1日） ISBN 4-09-185085-5
36. 駒田中奮闘編④（初版 2000年3月1日） ISBN 4-09-185086-3

- 26巻から36巻までは脚本を七三太朗が担当している。

## OVA
虫プロダクションによるOVA作品。1990年11月22日に1-3巻が、1991年4月25日に4-5巻が同時に発売された。各巻2話収録、各話約30分。

### キャスト
- 松太郎 - 屋良有作[6]
- 南令子 - 佐久間レイ
- 田中 - 塩屋浩三
- 雷神親方 - 青野武
- 秀川親方 - 岸野幸正

### スタッフ
- プロデューサー - 伊藤叡 → 吉坂研一
- 監督 - 竹内啓雄
- 原作 - ちばてつや（ビッグコミックス小学館刊）
- キャラクターデザイン - 金山明博 → 福田皖
- 美術監督 - 明石貞一 → 藤田勉
- 音楽 - 有沢孝紀
- アニメーション制作 - 虫プロダクション、ビッグバン
- 製作・著作 - 株式会社にっかつ
- エンディングテーマ曲「横綱＜つな＞」
  - 作詞・作曲・唄 - 吉幾三

### 各話リスト
| 話数   | サブタイトル   | 脚本              | 絵コンテ | 演出     | 作画監督   |
| ------ | -------------- | ----------------- | -------- | -------- | ---------- |
| 第一話 | 松太郎上京！   | 山崎忠昭 松岡清治 | 片渕須直 | 片渕須直 | 北崎正浩   |
| 第二話 | 風雲雷神部屋！ | 雪室俊一 松岡清治 | 岩本保雄 | 片渕須直 | 桑原周枝   |
| 第三話 | 相撲教習所     | 山崎忠昭          | 片渕須直 | 栗山美秀 | 新田敏夫   |
| 第四話 | 両雄対決！     | 松岡清治          | 新田義方 | 新田義方 | 福田皖     |
| 第五話 | 初土俵！       | 雪室俊一          | 片渕須直 | 新田義方 | 長岡みどり |
| 第六話 | 失恋！         | 山崎忠昭 松岡清治 | 片渕須直 | 栗山美秀 | 敷島博英   |
| 第七話 | 逃避行！       | 雪室俊一 山崎忠昭 | 新田義方 | 新田義方 | 井坂純子   |
| 第八話 | 復帰！         | 山崎忠昭 松岡清治 | 荻光憲   | 渡部英雄 | 敷島博英   |
| 第九話 | 悪夢！         | 松岡清治          | 新田義方 | 新田義方 | 井坂純子   |
| 第十話 | 伊勢駒部屋     | 松岡清治          | 荻光憲   | 渡部英雄 | 敷島博英   |

VHS
- のたり松太郎 VOL.1 1990年11月22日発売 NA-504
- のたり松太郎 VOL.2 1990年11月22日発売 NA-505
- のたり松太郎 VOL.3 1990年11月22日発売 NA-506
- のたり松太郎 VOL.4 1991年4月25日発売 NA-507
- のたり松太郎 VOL.5 1991年4月25日発売 NA-508

## テレビアニメ
『暴れん坊力士!!松太郎』（あばれんぼうりきし!!まつたろう）のタイトルで、テレビ朝日系列（BS朝日を除く）にて2014年4月6日から同年9月28日まで放送された。全23話。
ちば作品としては初のテレビ朝日系アニメであり、1968年4月 - 9月放送の『あかねちゃん』以来、およそ45年半ぶりとなる東映アニメーション作品である。また放送される日曜6:30枠はこれまで『デジモンクロスウォーズ』シリーズや『聖闘士星矢Ω』といったSF作品やファンタジー作品が放送されており、非SF・ファンタジー作品は関東ローカル時代の2008年10月 - 2009年9月放送の『ねぎぼうずのあさたろう』以来4年半ぶり、全国ネット移行後では初である。同時に原作が子供向けでない作品であるのも最初で最後となる。また、日本のテレビアニメ50年余の歴史を振り返っても稀な、大相撲を題材とした連続テレビアニメである。年越しをまたずに終了した日常生活を伴うアニメとしては異例作でもあり、正月やクリスマスネタが存在しないことも異例。
松太郎の声は俳優の松平健が務めた。松平は本作が連続TVアニメーション作品における声優デビュー作であり、番組タイトルの「暴れん坊 - 」は松平主演の時代劇シリーズ『暴れん坊将軍』（テレビ朝日・東映制作）に因む。
第4話から第22話まで番組冒頭で実際の大相撲の名勝負の映像を紹介する「大相撲 伝説の名勝負」（映像協力：日本相撲協会映像部）が放送された。
東映アニメーション公式YouTubeチャンネルで第1話が配信されている。東映アニメーションミュージアム公式YouTubeチャンネルでも配信されているが、内容は若干異なる。2019年にはアニマックスでも全23話が放送された。

### 原作とテレビアニメ版の相違点
- 原作では松太郎は第1話の時点では19歳の未成年だったが、アニメでは第1話の時点で成人となっている。
- 原作の時代設定では国技館は蔵前にあったが、アニメでは現在同様の両国国技館ということになっている。
- 田中に酒乱という設定はなく、代わりに「極限的な恐怖を感じると二重人格の如く狂暴化する」という設定に変更されている。
- 日曜早朝の子供向けゾーンでの放送のため、青年漫画ゆえの原作の過激な描写はマイルドなものになっている。
  - 松太郎が中学校を退学し、令子が東京に引越した原因となった松太郎と西尾が逮捕された事件が、原作では酒に酔った二人が令子に狼藉を働いたことだったのに対し、アニメでは解体工事業者の社長（声 - 佐藤正治）から強奪したトラックでの暴走行為（ただし途中で令子を強引に乗せている）の末に銭湯に突っ込んだ大事故となっている。
  - 雷神親方と猪ノ川が留守中の関取衆とのトラブルの原因が、原作では松太郎たち新弟子がこっそり酒を飲んでいたことだったのに対し、アニメではお化けに扮して関取衆をからかってやろうとしたこととなっている。
  - 大阪巡業で、仲間うちのギャンブルで田中がかせいだ金で、松太郎とふたり性風俗店に行く話が原作にはあるが、アニメでは、田中が兄弟子に買い物を頼まれて道に迷い、松太郎が探しに行く話に改変されている。
- 西尾が上京した時期が原作よりかなり早め、また、原作のように雷神部屋には居候をせず、東京で職も見つけている。
- アニメでは令子に婚約者がおらず、彼女はお見合いをすることになる。また、アニメでは、松太郎が直接、令子に告白してふられるシーンがある。
- 矢野は登場せず、アニメオリジナルキャラクターとして学生相撲出身の近藤（遠藤聖大がモデル）が登場する。
- 父親の財力で出世してきた大黄金（おおこがね）という力士が松太郎を買収しようとする、猪ノ川が「背中に白星がある野良猫」に依存するなど、アニメオリジナルのストーリーが多数ある。
- 雷神部屋を破門になった松太郎と田中がどこかへと旅立つところで、とりあえず一区切りとなり放送終了。アニメ版公式ページの人物紹介では南令子の説明に「のちに松太郎と結婚する」とあるが、そこまで物語は進まなかった。

### スタッフ
- 原作 - ちばてつや『のたり松太郎』（小学館刊）
- 企画 - 赤津一彦→松久智治（テレビ朝日）、清水慎治（東映アニメーション）
- プロデューサー - 辻智博→水谷圭（テレビ朝日）、ギャルマト・ボグダン（東映アニメーション）
- 制作担当 - 岡田将介
- シリーズディレクター - 貝澤幸男
- シリーズ構成 - 大和屋暁
- キャラクターデザイン - 小泉昇
- 音楽 - 矢野立美
- 美術設定 - 行信三
- 編集 - 片瀬健太
- 色彩設定 - 小日置知子
- 撮影監督 - 岡田由紀
- 効果 - 鷲尾健太郎
- 制作協力 - 東映
- 制作 - テレビ朝日、東映アニメーション

### 主題歌
オープニングテーマ「ドスコイ人生」
作詞 - たかたかし / 作曲 - 岡千秋 / 編曲 - 矢野立美 / 歌 - 松平健、日野美歌

### 各話リスト
| 話数   | サブタイトル         | 脚本       | （絵コンテ） 演出   | 作画監督          | 美術                | 放送日        |
| ------ | -------------------- | ---------- | ------------------- | ----------------- | ------------------- | ------------- |
| 第1話  | のたり松太郎         | 大和屋暁   | 貝澤幸男            | 小泉昇            | 行信三              | 2014年 4月6日 |
| 第2話  | さらば中学校         | 大和屋暁   | 勝間田具治          | 鰐淵和彦          | 杦浦正一郎          | 4月13日       |
| 第3話  | 松太郎、奮闘す       | 大和屋暁   | 石黒育              | 中島深            | 鹿野良行            | 4月20日       |
| 第4話  | この胸のときめきを   | 千葉克彦   | 佐々木正広          | 松崎嘉克 吉岡幸恵 | 杦浦正一郎          | 4月27日       |
| 第5話  | へたりと挫折と復活   | 浦沢義雄   | （西澤晋） 門田英彦 | 佐藤元            | 吉田智子            | 5月4日        |
| 第6話  | 田中の豹変           | 横手美智子 | 勝間田具治          | 市川吉幸          | 徳重賢              | 5月11日       |
| 第7話  | 初土俵               | 大和屋暁   | 石黒育              | 中島深            | 鹿野良行            | 5月18日       |
| 第8話  | 勝手なホームパーティ | 浦沢義雄   | 佐々木正広          | 直井正博          | 杦浦正一郎          | 5月25日       |
| 第9話  | 力士の息抜き         | 横手美智子 | 中西伸彰            | 曾我篤史 平塚知哉 | 行信三              | 6月1日        |
| 第10話 | 田中の初勝利         | 千葉克彦   | 勝間田具治          | 鰐淵和彦 市川吉幸 | 鹿野良行            | 6月8日        |
| 第11話 | 大黄金               | 浦沢義雄   | 石黒育              | 石黒育            | 杦浦正一郎          | 6月29日       |
| 第12話 | 猫萌え力士           | 千葉克彦   | 佐々木正広          | 佐藤元            | 行信三              | 7月6日        |
| 第13話 | 千秋楽               | 大和屋暁   | （西澤晋） 門田英彦 | 中島深            | 鹿野良行            | 7月13日       |
| 第14話 | 優勝パレード         | 浦沢義雄   | 勝間田具治          | 市川吉幸          | 安積裕子            | 7月20日       |
| 第15話 | 帰郷                 | 大和屋暁   | 貝澤幸男            | 小泉昇            | 行信三              | 7月27日       |
| 第16話 | 相撲列車             | 横手美智子 | 石黒育              | 猪口才            | 鹿野良行            | 8月10日       |
| 第17話 | 大阪大暴れ           | 千葉克彦   | （西澤晋） 門田英彦 | 中島深            | 杦浦正一郎 斉藤信二 | 8月17日       |
| 第18話 | 田中のちゃんこ修行   | 浦沢義雄   | 佐々木正広          | 佐藤元            | 行信三              | 8月24日       |
| 第19話 | 大暴れ、結婚式       | 浦沢義雄   | 勝間田具治          | 鰐淵和彦          | 鹿野良行            | 8月31日       |
| 第20話 | 松太郎、告白す       | 千葉克彦   | （中島深） 門田英彦 | 中島深            | 吉田智子            | 9月7日        |
| 第21話 | 大失恋               | 大和屋暁   | 石黒育              | 直井正博          | 行信三              | 9月14日       |
| 第22話 | 常識人! 松太郎?      | 大和屋暁   | 勝間田具治          | 市川吉幸          | 鹿野良行            | 9月21日       |
| 第23話 | 決戦! 永遠のライバル | 大和屋暁   | 貝澤幸男            | 小泉昇            | 行信三              | 9月28日       |

特番などによる放送休止
- 2014年6月15日は「全米オープンゴルフ」中継（5:30 - 8:27）のため休止。
- 2014年6月22日は「全米女子オープンゴルフ」中継（3:55 - 6:57）のため休止。
- 2014年8月3日は『林修の今でしょ!講座 朝から学ぶ!夏休み特別生放送SP』（6:00 - 8:30、1日丸ごと夏祭りデー内）を放送のため休止。

### 放送局
| 放送地域 | 放送局                                       | 放送期間                 | 放送日時         | 放送系列       | 備考 |
| -------- | -------------------------------------------- | ------------------------ | ---------------- | -------------- | ---- |
| 日本国内 | テレビ朝日系列フルネット24局                 | 2014年4月6日 - 9月28日   | 日曜 6:30 - 7:00 | テレビ朝日系列 |      |
| 日本全域 | テレ朝チャンネル1 ドラマ・バラエティ・アニメ | 2014年5月17日 - 打ち切り | 土曜 8:00 - 8:30 | CS放送         |      |
| 日本全域 | GyaO!                                        |                          | 木曜 12:00 更新  | ネット配信     |      |

### DVD
| 巻 | 発売日         | 収録話          | 規格品番  |
| -- | -------------- | --------------- | --------- |
| 1  | 2014年8月8日   | 第1話 - 第4話   | DSTD-8955 |
| 2  | 2014年9月12日  | 第5話 - 第8話   | DSTD-8956 |
| 3  | 2014年10月10日 | 第9話 - 第12話  | DSTD-8957 |
| 4  | 2014年11月7日  | 第13話 - 第16話 | DSTD-8958 |
| 5  | 2014年12月5日  | 第17話 - 第20話 | DSTD-8959 |
| 6  | 2015年1月9日   | 第21話 - 第23話 | DSTD-8960 |

## その他
- ハウス 冷しつけ麺（TVCM）

かつてハウス食品より発売されていた、レトルトの袋ラーメン『冷しつけ麺』の1980年代のTVCMには、のたり松太郎がアニメ化され起用されことがある。メインの出演は松太郎と田中の2人で、松太郎の声は声優の野本礼三が担当。夏期商品の季節柄「ラーメンの夏場所」と、大相撲キャラにちなみ「満腹御禮」というコピーも使われていた。
本作のアニメ化自体はTVCMという枠ではあるものの、厳密には前述のテレビシリーズより30年以上も先に行われていたことになる。